# The Coal Question
The Coal Question: an enquiry concerning the progress of the Nation, and the probable exhaustion of our coal-mines ("La cuestión del carbón: una investigación sobre el progreso de la Nación, y el agotamiento probable de nuestras minas de carbón"), fue un libro publicado en 1865 por el economista William Stanley Jevons que exploraba las implicancias de la dependencia del Reino Unido del carbón. 
Dado que el carbón es una energía no renovable y por lo tanto de reservas finitas, Jevons planteó la cuestión de la sustentabilidad. "¿Somos sabios," se preguntaba retóricamente, "en permitir que el comercio de este país se incremente más allá del punto en que podamos mantenerlo?" Su tesis central era que la supremacía del Reino Unido sobre los asuntos globales era transitoria, dada la naturaleza finita de la sustentabilidad de este recurso primario de energía. En esta tesis que propone, Jevons cubría una serie de cuestiones fundamentales para la sostenibilidad, incluyendo los límites del crecimiento, superpoblación, excesos, relocalización post-global, la energía de retorno del suministro energético (TRE), la fiscalidad de los recursos energéticos de energías renovables y recursos en horas pico.

## La importancia del carbón
Jevons presenta el primer capítulo de The Coal Question con una descripción sucinta de las maravillas del carbón y del apetito insaciable de la sociedad por él:

"El carbón en verdad no está al lado, sino enteramente por encima de todas las demás mercancías. Es la energía material del país - la ayuda universal - el factor en todo lo que hacemos. Con carbón casi cualquier hazaña es posible o fácil; sin él nos lanzamos de nuevo a la pobreza laboriosa de los primeros tiempos. Con estos hechos familiarmente ante nosotros, no puede ser tema de asombro que año tras año hagamos grandes proyectos sobre un material de miríadas cualidades - de tales poderes milagrosos."

"... nuevas aplicaciones de carbón son de carácter ilimitado. En el comando de la fuerza, molecular y mecánica, tenemos la clave de todas las infinitas variedades de cambio en lugar o tipo de las que la naturaleza es capaz. Ninguna operación química o mecánica, tal vez, es completamente imposible para nosotros, y la invención consiste en descubrir las que son útiles y viables comercialmente ..."

Jevons sostiene además que el carbón es la fuente de la prosperidad del Reino Unido y de la dominación mundial.

## Límites del crecimiento y Pico de recursos
Debido a que el carbón no es ilimitado, ya que su acceso se volvió más difícil con el tiempo, y porque la demanda creció de manera exponencial, Jevons sostuvo que los límites o fronteras a la prosperidad, aparecerá más pronto de lo que en general se cree:

"Debo señalar el hecho doloroso que dicho porcentaje de crecimiento antes de tiempo se debe a que nuestro consumo de carbón es comparable con la oferta total. En la creciente profundidad y dificultad de la minería del carbón encontraremos los vagos pero inevitables límites que detendrán nuestra progreso".

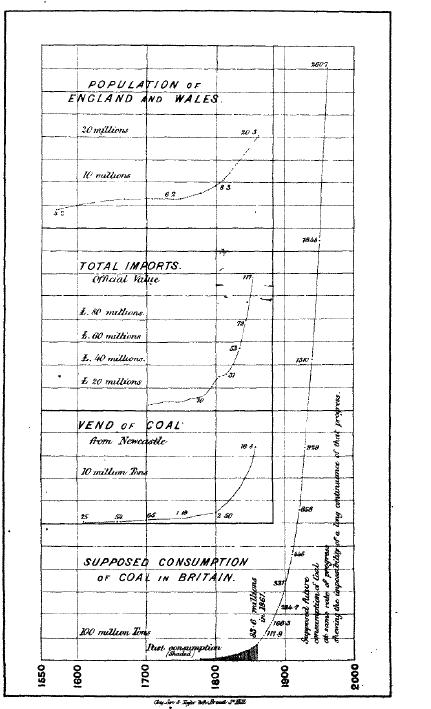
Gráfica de Jevons extrapolada a 1970 del crecimiento exponencial de la producción del carbón.

En los días de Jevons, los geólogos británicos estimaban que el país tenía 90 millones de toneladas de reservas de carbón. Jevons creía que la extracción de gran parte de esta cantidad resultaría ser antieconómica. Pero, aunque la cantidad total se pudiera extraer, Jevons sostuvo que el crecimiento exponencial económica no podía continuar sin cesar.
Utilizando estimaciones históricas de producción, Jevons mostró que en los últimos 80 años la producción había crecido a un ritmo relativamente constante de 3,5% por año, o 41% por década. Si esta tasa de crecimiento se mantuviera, la producción aumentaría aproximadamente de 100 millones de toneladas en 1865 a más de 2,6 millones de toneladas en 100 años. Jevons calculó que en ese caso el país se produjeron aproximadamente 100 mil millones de toneladas en ese período. En resumen, los recursos no eran suficientes para incluso 100 años, y mucho antes de los 100 años la tasa de crecimiento, que era la medida de la prosperidad, tendría que declinar. En algún momento, la producción simplemente alcanzaría un pico, que a su vez significaba graves consecuencias:

"Supongamos que nuestro progreso será verificado dentro de medio siglo, pero en ese momento el consumo será probablemente tres o cuatro veces lo que es ahora, no hay nada imposible o improbable en el presente, es una suposición moderada, teniendo en cuenta que el consumo se ha multiplicado por ocho en los últimos sesenta años. Pero que tan escasas y oscuras las perspectivas del país se presentan, con minas ya profundas, combustible necesario, y aun asi hay una alta tasa de consumo para mantener el ritmo si no queremos que retrocedan". 

Incluso antes de que el pico se alcanzara, los altos costos de extracción podrían provocar que el Reino Unido perdiera la ventaja competitiva que disfruta actualmente en la fabricación y envío.
La producción de carbón británica de hecho tuvo un pico en 1913, pero a 292 millones de toneladas, alrededor de la  mitad de la cantidad extrapolada sugerida por Jevons. Poco menos de un tercio de esta se exportó. Desde entonces, la producción ha caído a menos de 20 millones de toneladas. Los recursos del Reino Unido en 2007 se estimaban en unos 400 millones de toneladas.

## Población y la "Doctrina de Malthus"
Según Jevons, el agotamiento del carbón tuvo consecuencias graves para el crecimiento de la población. La población del Reino Unido ha aumentado en más del 10% cada década desde los 70 años previos, lo que no es sorprendente dado que la producción de carbón creció un 40% por década, lo que significa que la riqueza per cápita fue en aumento.

"Por el momento nuestros suministros baratos de carbón, nuestra habilidad en su empleo, y la libertad de nuestro comercio con otras tierras lejanas, nos hacen independientes de las limitadas zona agrícolas de estas islas, y nos llevan fuera del alcance de la doctrina de Malthus. Crecemos ricos y numerosos basados en una fuente de riqueza cuya fertilidad  no parece disminuir aún a pesar de nuestras demandas sobre él. De aquí el tipo uniforme y extraordinario de crecimiento que presenta este país. Somos como colonos propagándonos en un nuevo y rico país del que los límites son aún desconocidos y no sentidos".

Sin embargo, como el crecimiento de la producción de carbón disminuyó, el crecimiento de la población podría fácilmente superar el crecimiento de la producción, dando lugar a una caída en las condiciones de vida:

But long-continued progress in such a manner is altogether impossible — it must outstrip all physical conditions and bounds; and the longer it continues, the more severely must the ultimate check be felt. I do not hesitate to say, therefore, that the rapid growth of our great towns, gratifying as it is in the present, is a matter of very serious concern as regards the future."
"Ahora la población, cuando crece, se mueve con un impulso uniforme determinado, como un cuerpo en movimiento, y el progreso uniforme de la población, como ya he explicado completamente antes, es la multiplicación en una proporción uniforme, pero el progreso a largo plazo en igual forma es del todo imposible - debe superar todos los límites y las condiciones físicas, y cuanto más tiempo continúa, más severa debe ser la comprobación final. No dudo en afirmar, por tanto, que el rápido crecimiento de nuestras grandes ciudades, gratificante como lo es en el presente, es un asunto de gran preocupación en cuanto al futuro.

Contrariamente a la opinión de Malthus de que el crecimiento de los recursos era lineal, Jevons consideró que el crecimiento de los recursos era exponencial, como la población. Esta modificación de la teoría de Malthus no altera la conclusión de que el crecimiento demográfico desenfrenado inevitablemente superan la capacidad del país para ampliar sus recursos. La prosperidad, en términos de consumo per cápita, por lo tanto caería. Por otra parte, debido a que el recurso principal era no renovable, la caída sería más dramática de lo previsto por Malthus:

Una granja, por muy lejos que sea empujada, bajo cultivo adecuado seguirá dando siempre un cultivo constante. Pero en una mina no hay reproducción, y el producto una vez llevado al máximo pronto comienza a faltar y se hunde hacia cero. Mientras nuestra riqueza y el progreso dependan de la orden superior de carbón no sólo tenemos que detenernos, sino que tenemos que volver.

## Paradoja de Jevons
Dado que el agotamiento de la energía plantea peligros a largo plazo para la sociedad, Jevons analizó las posibles medidas de mitigación. De este modo, consideró el fenómeno que ha llegado a ser conocido como paradoja de Jevons. Como él escribió:

"Es una confusión de ideas total suponer que el uso económico del combustible es equivalente a un consumo reducido. Lo contrario es la verdad misma."

Jevons describe el desarrollo histórico de la tecnología de motores y sostuvo que el gran aumento en el consumo de carbón del Reino Unido se debe a la eficiencia (o la "economía") producida por las innovaciones tecnológicas, con crédito en particular en la invención de James Watt de la máquina de vapor en 1776. Al igual que muchas innovaciones que siguieron, tales como los métodos mejorados para la fundición de hierro, la mayor economía de uso ampliado dio lugar a mayor consumo de energía.

"Lo que, por lo tanto, conduce a aumentar la eficiencia del carbón, y disminuir el costo de su uso, directamente tiende a aumentar el valor de la máquina de vapor, y a ampliar el campo de sus operaciones."

Jevons consideró y rechazó otras medidas que podrían reducir el consumo, como los impuestos y las restricciones a la exportación de carbón. Del mismo modo, aunque lamentó la quema de desperdicio de carbón de baja calidad en la mina, no apoyó la legislación de conservación.
Una alternativa que consideró práctica fue hacer más estricta la política fiscal del gobierno, basado en el uso de los ingresos fiscales para reducir la deuda nacional. Una política fiscal más estricta tendría el efecto de desacelerar el crecimiento económico, lo que se disminuye el consumo de carbón, por lo menos hasta que la deuda era eliminada. Sin embargo, Jevons admitió que el impacto global de esta medida, aunque se llevara a cabo, sería mínimo. En resumen, la perspectiva de que la sociedad voluntariamente redujera el consumo era oscura.

## Energías alternativas
Jevons consideró la viabilidad de las fuentes de energía alternativas, presagiando los debates modernos sobre el tema. En cuanto al viento y las fuerzas de marea. Explicó que estas fuentes de energía intermitente podrían ser más útiles si la energía se almacenase, por ejemplo, bombeando agua a una altura para su uso posterior como energía hidroeléctrica. Pasó revista a la biomasa, es decir, la madera, y comentó que los bosques que cubren todo el Reino Unido no podría abastecer de energía igual a la producción de carbón en curso. También se refirió a las posibilidades de la energía geotérmica y solar, señalando que si estas fuentes se convirtiesen en útiles, el Reino Unido perdería sus ventajas competitivas en la industria mundial.

## Responsabilidad social en tiempos de prosperidad
Jevons sostuvo que a pesar de la conveniencia de reducir el consumo de carbón, las perspectivas para la aplicación de restricciones significativas eran oscuras. Sin embargo, la prosperidad del Reino Unido al menos debería ser vista como la imposición de responsabilidades en la generación actual. En particular, Jevons propuso la aplicación de la riqueza actual para corregir los males sociales y la creación de una sociedad más justa:

"Tenemos que empezar a permitir que podamos hacer hoy lo que no podemos hacer tan bien mañana...." 

"La reflexión mostrará que no debemos pensar en interferir con el libre uso de la riqueza material que la Providencia ha puesto a nuestra disposición, pero que nuestros deberes totales consisten en la aplicación seria y racional de la misma. Por un lado es posible que utilizarlo en incrementar el lujo, la ostentación y la corrupción, y vamos a ser culpados. Por otro lado es posible utilizarlo en el aumento de la condición social y moral del pueblo, y en la reducción de las cargas de las generaciones futuras. Incluso si nuestros sucesores son menos felices puesto que nosotros no nos culparán."

Jevons también articuló sobre varios males sociales que particularmente le preocupaban:

"La ignorancia, la imprevisión y la borrachera brutal de nuestras clases más bajas de trabajo deben ser disipadas por un sistema general de educación, que pueda afectar a una futura generación lo que es esperanzador para la generación actual. Una de las medidas preparatorias e indispensables, sin embargo, es una medida de restricción más general sobre el empleo de niños en las fábricas. En la actualidad, casi se puede decir que es rentable criar pequeños esclavos y ponerlos a trabajar pronto, a fin de obtener ingresos de ellos antes de que tengan voluntad propia. Una peor opinión sobre la imprevisión y la futura miseria no se puede imaginar. "

Entre los proyectos modernos haciéndose eco de las preocupaciones sociales de Jevons ante la disminución de los recursos mundiales se encuentra "The City of Portland Peak Oil Task Force" ("Grupo de trabajo de la ciudad de Portland por el cenit del petróleo").

## La evolución global después de Jevons
Como Jevons predijo, la producción de carbón no podía crecer exponencialmente para siempre. La producción de Reino Unido alcanzó su punto máximo en 1913, y el país perdió su superioridad global con un nuevo gigante de la producción de energía, Estados Unidos, un giro de los acontecimientos que fue predicho por Jevons.
Aunque la producción del Reino Unido no podía seguir creciendo a una tasa anual del 3,5%, el consumo mundial de combustibles fósiles creció a este ritmo hasta 1970. Según Jevons, la producción de carbón del Reino Unido en 1865 se estimó en igualdad de condiciones a la producción en el resto del mundo, dando una estimación aproximada mundial de 200 millones de toneladas. Según el Departamento de Energía de Estados Unidos, el consumo mundial de combustibles fósiles en 1970 fue de 200 Quad BTU, o su equivalente 7,2 mil millones de toneladas de carbón. Por lo tanto, el consumo creció por un factor de 36, lo que representa un crecimiento promedio anual exponencial de alrededor de 3,4% en más de 105 años. En los 34 años siguientes, hasta 2004, el consumo sólo ha crecido por un factor de 2.1, o 2.2% por año, lo que indica, según las organizaciones tales como la Asociación para el Estudio del Cenit del Petróleo y Gas (ASPO), que los recursos energéticos mundiales están disminuyendo.
La cantidad de los recursos mundiales de energía que resta es asunto de controversia y preocupación. Entre 2005 y 2007, a pesar de la triplicación de los precios del petróleo, la producción de petróleo se mantuvo relativamente estable, una señal para muchos que la producción de petróleo ha alcanzado su pico. Los estudios realizados por Dave Rutledge del Instituto de Tecnología de California, y por el Grupo de Vigilancia de Energía de Alemania indican que la producción mundial de carbón también llegará a su máximo dentro de la generación actual, quizás tan pronto como 2030. Un estudio paralelo por el Grupo de Vigilancia de la Energía también indica una cantidad limitada de uranio. Al igual que la producción de carbón del Reino Unido hace 200 años, la producción de uranio ha dado primero minerales de alta calidad, y las fuentes restantes son menos densas y de más difícil acceso.